# Plaza Aberastain (San Juan)

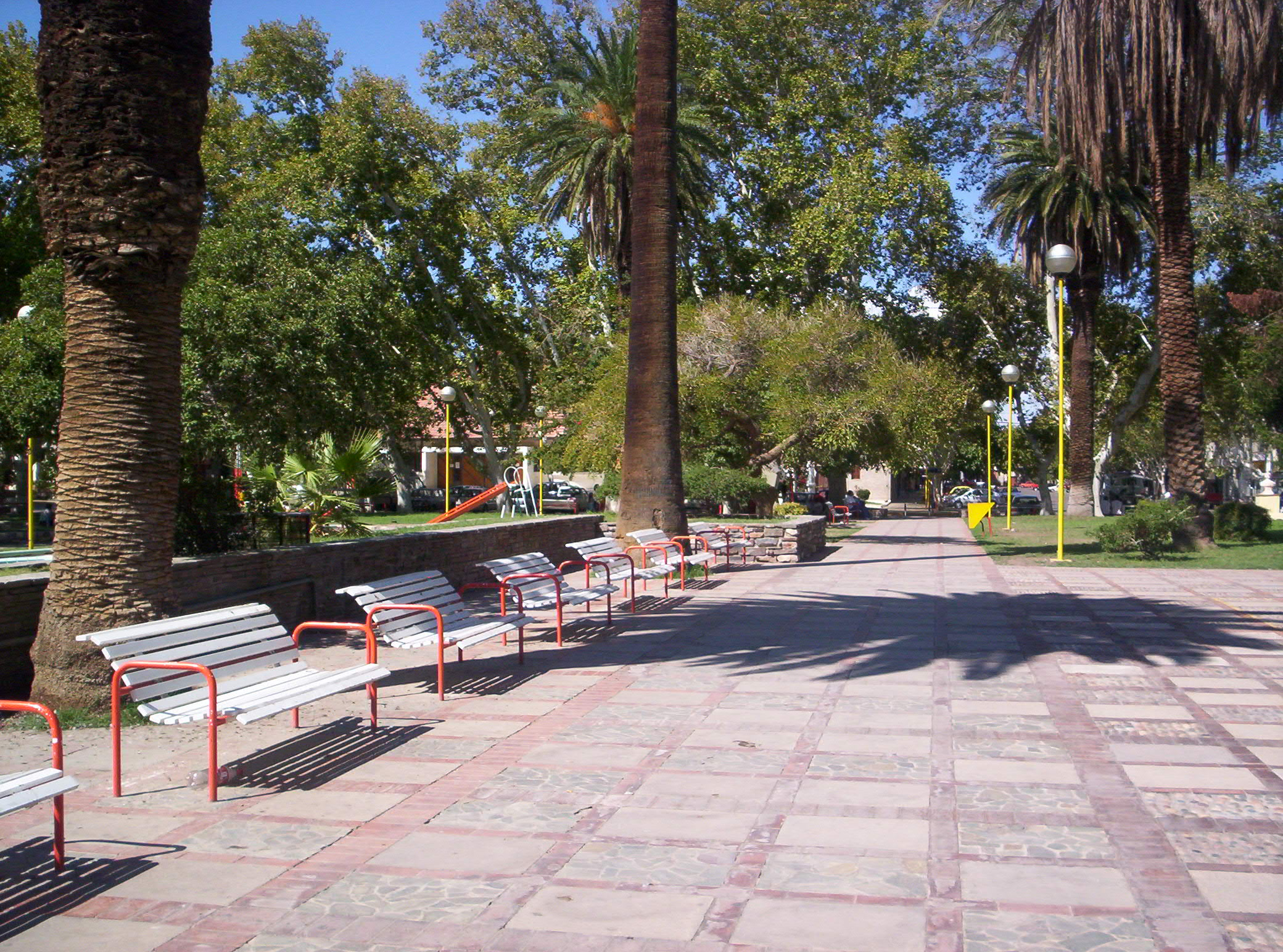
Vista del sector central de la plaza.

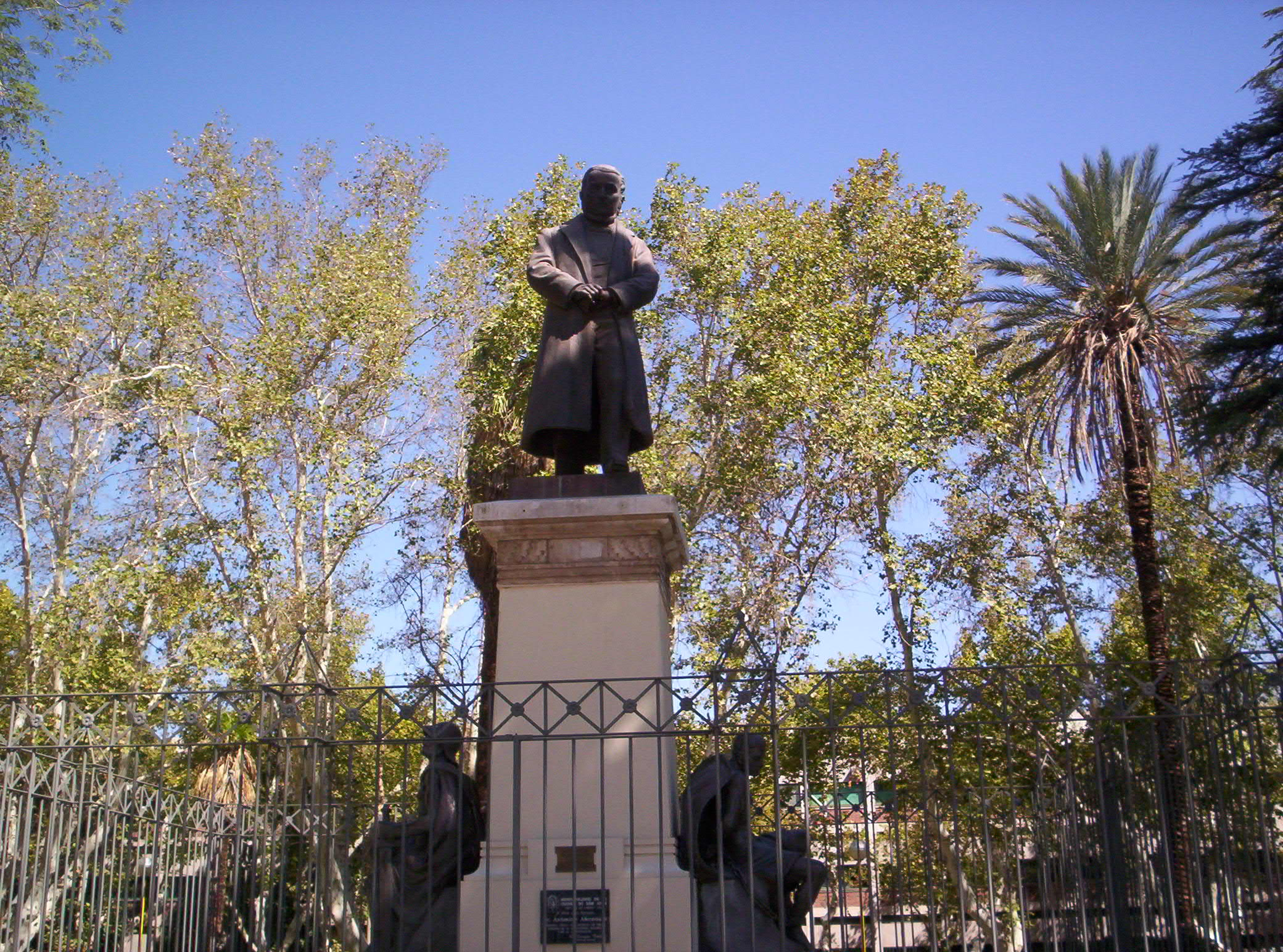
Vista del Monumento a Antonino Aberastain en la plaza

La Plaza Aberastain es un espacio verde parquizado ubicado en la ciudad argentina de San Juan. Está ubicada en el centro este de la ciudad.
Posee una fuente de agua y entre sus paseos, el monumento a Antonino Aberastain, de quien se le debe su nombre y una gran variedad de especies árboreas y arbustivas.
Está rodeada por las calles Rivadavia (norte), Mitre (sur), Aberastain (oeste) y Caseros (este).

## Historia
A partir de 1910 la ciudad se levantaban nuevos edificios y monumentos, tras produsirse el primer centenario de la Revolución de Mayo, ya que en 1914  fue inaugurado el monumento a Antonino Aberastain. Ese acto significó también que el plaza, que ya existía, tomara el nombre del exgobernador asesinado de la provincia de San Juan. Esos son los primeros antecedentes de lo que hoy es la Plaza Aberastain. 
En 1937, durante el gobierno de Juan Maurín, se aprobó para ese paseo parquizado un proyecto que la declarara plaza. Sin embargo, la obra no se concretó hasta seis años después del terremoto de 1944. 
Su nacimiento definitivo tiene que ver con la reconstrucción de la ciudad de San Juan después del terremoto de 1944. En 1948 fue aprobado dicho proyecto, luego de una gran cantidad de propuestas, algunas de las cuales incluían el traslado de la ciudad, el “Plan Regulador y de extensión” del arquitecto y urbanista  José Manuel Felipe Pastor. Una de las decisiones que derivaron de ese plan fue la apertura de la Avenida José Ignacio de la Roza, como primer paso para la concreción del entonces denominado “Paseo Central”. La Plaza Aberastain se constituiría entonces en uno de los polos de este Eje Cívico de San Juan que, partiendo de calle España, incluía la Plaza 25 de Mayo y llegaba hasta esta plaza. En gran parte el plan de Pastor se cumplió y sus ideas caracterizan en gran parte en la actualidad a la ciudad de San Juan.
La propuesta para la Plaza Aberastain es autoría del arquitecto Daniel Ramos Correas.

## Arquitectura
Daniel Ramos Correa toma como idea generadora del proyecto la concreción de un espacio recinto, articulado fuertemente en la dirección este–oeste mediante la creación de un canal de circulación peatonal. De esa manera, generaba continuidad con las veredas de las manzanas circundantes. Senderos muy transitados en la actualidad, unen así zonas de gran actividad pública administrativa como los edificios de la Municipalidad de la Ciudad de San Juan, y el edificio del Poder Judicial de la provincia de San Juan, entre otras oficinas públicas. Como secundarios, se desarrollan dos canales de circulación siguiendo las direcciones de las diagonales del cuadrado que es la plaza. Estos senderos en diagonal son los  que permiten acceder, a través de suaves rampas, al espacio central desde las cuatro esquinas. En éstas el autor previó la localización de kioscos.

## Localización
La Plaza Aberastain, está ubicada en el centro este de la ciudad de San Juan, a cuatro cuadras (400 metros) al este de la Plaza 25 de Mayo, el espacio verde principal de la nombrada ciudad. Está rodeada por las calles: Rivadavia al norte; Mitre al sur; mientras que al oeste Aberastain y Caseros al este.
Teniendo en cuenta la localización absoluta, la misma se ubica a: 31°32′12″S 68°31′05″O / -31.53667, -68.51806 y a una altitud de 650 m s. n. m.

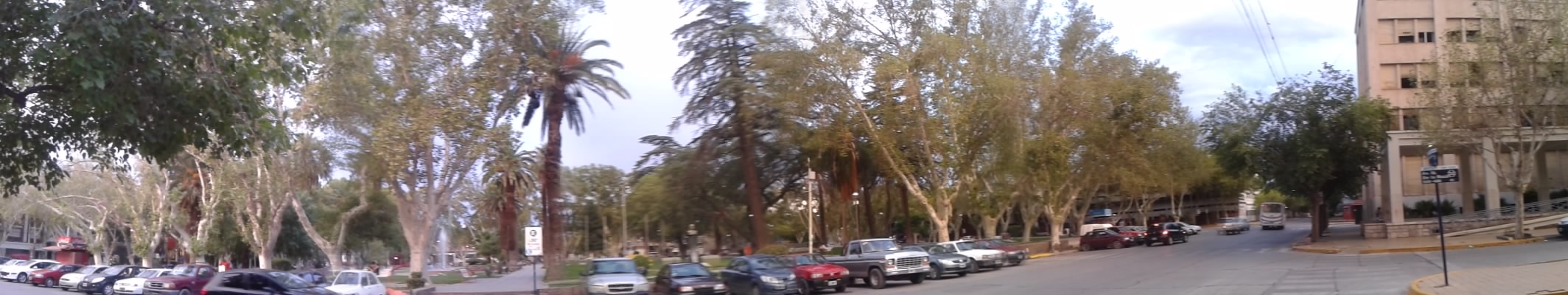
Vista panorámica de la plaza

Plaza Gestrudis Funes (San Juan)